# Balleshwara, Honnali
Balleshwara là một làng thuộc tehsil Honnali, huyện Davanagere, bang Karnataka, Ấn Độ.